# Nombre de Heegner
En théorie des nombres, un nombre de Heegner est un entier positif n sans facteur carré tel que l'anneau des entiers du corps quadratique imaginaire ℚ[i√n] est principal (ou encore : factoriel, ce qui ici est équivalent car l'anneau est de Dedekind). 

Le théorème de Stark-Heegner indique qu'il y a exactement neuf nombres de Heegner : 
Ce résultat fut conjecturé par Gauss et démontré, à quelques erreurs près, par Kurt Heegner en 1952. Alan Baker et Harold Stark ont indépendamment démontré la conjecture en 1966, et Stark a comblé la preuve de Heegner.
La détermination de ces nombres est un cas particulier du problème du nombre de classes, et ils sous-tendent plusieurs résultats arithmétiques frappants. Par exemple, pour certains nombres de Heegner d, le nombre {\displaystyle \mathrm {e} ^{\pi {\sqrt {d}}}} est presque entier.

## Polynôme d'Euler générateur de nombres premiers
Le polynôme d'Euler{\displaystyle n^{2}+n+41,}
qui donne des nombres premiers pour n = 0, ..., 39, est lié au nombre de Heegner 163 = 4×41 − 1.
Rabinowitsch (en) a montré que{\displaystyle n^{2}+n+p}donne des nombres premiers pour {\displaystyle n=0,\dots ,p-2} si et seulement si son discriminant {\displaystyle 1-4p} est l'opposé d'un nombre de Heegner.
(Remarquons que {\displaystyle (p-1)^{2}+(p-1)+p=p^{2}}, de sorte que {\displaystyle p-2} est maximal.)
Les nombres de Heegner 1, 2, et 3 n'étant pas de la forme 4p − 1 avec p ≥ 2, les nombres de Heegner qui fonctionnent sont donc 7, 11, 19, 43, 67, 163, ce qui correspond aux coefficients p = 2, 3, 5, 11, 17, 41 ; ces derniers ont été nommés nombres chanceux d'Euler par François Le Lionnais.

## Presque entiers et constante de Ramanujan
La constante de Ramanujan est le nombre eπ√163, qui est à la fois transcendant (comme eπγ pour tout nombre algébrique non nul γ, d'après le théorème de Gelfond-Schneider) et presque entier :{\displaystyle \mathrm {e} ^{\pi {\sqrt {163}}}=262\,537\,412\,640\,768\,743{,}999\,999\,999\,999\,25\ldots \approx 640\,320^{3}+744.}Ce nombre a été découvert en 1859 par le mathématicien Charles Hermite. Cette coïncidence est due à la multiplication complexe et au q-développement du j-invariant.

### Détail
Cela s'explique, en bref, par le fait que {\displaystyle j\left({\frac {1+{\sqrt {-d}}}{2}}\right)} est entier lorsque d est de Heegner, et{\displaystyle \mathrm {e} ^{\pi {\sqrt {d}}}\approx -j\left({\frac {1+{\sqrt {-d}}}{2}}\right)+744}par q-développement.
Si {\displaystyle \tau } est un irrationnel quadratique, alors le j-invariant est un entier algébrique de degré égal au nombre de classes de {\displaystyle \mathbb {Q} (\tau )}. Ainsi, si l'extension quadratique imaginaire {\displaystyle \mathbb {Q} (\tau )=\mathbb {Q} \left({\frac {1+{\sqrt {-d}}}{2}}\right)} a un nombre de classes égal à 1 (donc si d est un nombre de Heegner), alors le j-invariant est entier.
Le q-développement de j, son développement en série de Fourier en {\displaystyle q=\mathrm {e} ^{2\pi \mathrm {i} \tau }} s'écrit :{\displaystyle j(\tau )={\frac {1}{q}}+744+196\,884q+\cdots .}Les coefficients {\displaystyle c_{n}} croissent asymptotiquement comme{\displaystyle \ln c_{n}=4\pi {\sqrt {n}}+O\left(\ln n\right),}et les termes suivants croissent moins vite que {\displaystyle 200\,000^{n}}[pas clair]. Donc pour {\displaystyle \textstyle q\ll {\frac {1}{200\,000}}}, j est bien approximé par ses deux premiers termes. Posons {\displaystyle \tau ={\frac {1+{\sqrt {-163}}}{2}}} d'où{\displaystyle q=-\mathrm {e} ^{-\pi {\sqrt {163}}}\quad {\text{donc}}\quad {\frac {1}{q}}=-\mathrm {e} ^{\pi {\sqrt {163}}}.}Or{\displaystyle j\left({\frac {1+{\sqrt {-163}}}{2}}\right)=-640\,320^{3}}donc{\displaystyle -640\,320^{3}\approx -\mathrm {e} ^{\pi {\sqrt {163}}}+744,}c'est-à-dire{\displaystyle \mathrm {e} ^{\pi {\sqrt {163}}}\approx 640\,320^{3}+744.}Le terme d'erreur est donné par{\displaystyle {\frac {-196\,884}{\mathrm {e} ^{\pi {\sqrt {163}}}}}\approx {\frac {-196\,884}{640\,320^{3}+744}}\approx -0{,}000\,000\,000\,000\,75,}[réf. nécessaire]ce qui explique pourquoi {\displaystyle \mathrm {e} ^{\pi {\sqrt {163}}}} est très proche d'un entier.

## Formules autour de pi
Les frères Chudnosky trouvent en 1987 que{\displaystyle {\frac {1}{\pi }}={\frac {12}{640\,320^{\frac {3}{2}}}}\sum _{k=0}^{\infty }{\frac {(6k)!(163\cdot 3\,344\,418k+13\,591\,409)}{(3k)!(k!)^{3}(-640\,320)^{3k}}},}en utilisant le fait que{\displaystyle j\left({\frac {1+{\sqrt {-163}}}{2}}\right)=-640\,320^{3}.}D'autres séries similaires existent, cf. Série de Ramanujan-Sato (en).

## Autres nombres de Heegner
Pour les quatre nombres de Heegner les plus grands, on obtient les approximations suivantes,{\displaystyle {\begin{aligned}\mathrm {e} ^{\pi {\sqrt {19}}}&\approx 12^{3}\left(3^{2}-1\right)^{3}{\color {white}00}+744-0{,}22={\color {white}000\,0}96^{3}+744-0{,}22\\\mathrm {e} ^{\pi {\sqrt {43}}}&\approx 12^{3}\left(9^{2}-1\right)^{3}{\color {white}00}+744-0{,}000\,22={\color {white}000\,}960^{3}+744-0{,}000\,22\\\mathrm {e} ^{\pi {\sqrt {67}}}&\approx 12^{3}\left(21^{2}-1\right)^{3}{\color {white}0}+744-0{,}000\,0013={\color {white}00}5\,280^{3}+744-0{,}000\,0013\\\mathrm {e} ^{\pi {\sqrt {163}}}&\approx 12^{3}\left(231^{2}-1\right)^{3}+744-0{,}000\,000\,000\,000\,75=640\,320^{3}+744-0{,}000\,000\,000\,000\,75\end{aligned}}}où le carré provient de certaines séries d'Eisenstein. Pour les nombres de Heegner {\displaystyle d<19}, les nombres obtenus ne sont pas proches d'entiers. Les j-invariants sont fortement factorisables :{\displaystyle {\begin{aligned}j\left({\frac {1+{\sqrt {-19}}}{2}}\right)&={\color {white}000\,0}96^{3}=\left(2^{5}\cdot 3\right)^{3}\\j\left({\frac {1+{\sqrt {-43}}}{2}}\right)&={\color {white}000\,}960^{3}=\left(2^{6}\cdot 3\cdot 5\right)^{3}\\j\left({\frac {1+{\sqrt {-67}}}{2}}\right)&={\color {white}00}5\,280^{3}=\left(2^{5}\cdot 3\cdot 5\cdot 11\right)^{3}\\j\left({\frac {1+{\sqrt {-163}}}{2}}\right)&=640\,320^{3}=\left(2^{6}\cdot 3\cdot 5\cdot 23\cdot 29\right)^{3}.\end{aligned}}}Ces nombres transcendants, en plus d'être proche d'entiers (c'est-à-dire proches d'entiers algébriques de degré 1), sont aussi approximés par des nombres algébriques de degré 3,{\displaystyle {\begin{aligned}\mathrm {e} ^{\pi {\sqrt {19}}}&\approx x^{24}-24{,}000\,31;&x^{3}-2x-2&=0\\\mathrm {e} ^{\pi {\sqrt {43}}}&\approx x^{24}-24{,}000\,000\,31;&x^{3}-2x^{2}-2&=0\\\mathrm {e} ^{\pi {\sqrt {67}}}&\approx x^{24}-24{,}000\,000\,0019;&x^{3}-2x^{2}-2x-2&=0\\\mathrm {e} ^{\pi {\sqrt {163}}}&\approx x^{24}-24{,}000\,000\,000\,000\,0011;&\quad x^{3}-6x^{2}+4x-2&=0\end{aligned}}}Les racines des polynômes de droite peuvent être explicités en fonction de la fonction êta de Dedekind η(τ), une forme modulaire impliquant une racine 24-ième, cause de l'exposant 24 ci-dessus. De même par des nombres algébriques de degré 4,{\displaystyle {\begin{aligned}\mathrm {e} ^{\pi {\sqrt {19}}}&\approx 3^{5}\left(3-{\sqrt {2\left(1-{\tfrac {96}{24}}+1{\sqrt {3\cdot 19}}\right)}}\right)^{-2}-12{,}000\,06\dots \\\mathrm {e} ^{\pi {\sqrt {43}}}&\approx 3^{5}\left(9-{\sqrt {2\left(1-{\tfrac {960}{24}}+7{\sqrt {3\cdot 43}}\right)}}\right)^{-2}-12{,}000\,000\,061\dots \\\mathrm {e} ^{\pi {\sqrt {67}}}&\approx 3^{5}\left(21-{\sqrt {2\left(1-{\tfrac {5\,280}{24}}+31{\sqrt {3\cdot 67}}\right)}}\right)^{-2}-12{,}000\,000\,000\,36\dots \\\mathrm {e} ^{\pi {\sqrt {163}}}&\approx 3^{5}\left(231-{\sqrt {2\left(1-{\tfrac {640\,320}{24}}+2\,413{\sqrt {3\cdot 163}}\right)}}\right)^{-2}-12{,}000\,000\,000\,000\,000\,21\dots \end{aligned}}}Si {\displaystyle x} désigne les expressions entre parenthèses (e.g. {\displaystyle x=3-{\sqrt {2\left(1-{\tfrac {96}{24}}+1{\sqrt {3\cdot 19}}\right)}}}), les équations quartiques sont respectivement satisfaites:{\displaystyle {\begin{aligned}x^{4}-{\color {white}00}4\cdot 3x^{3}+{\color {white}000\,0}{\tfrac {2}{3}}(96+3)x^{2}-{\color {white}000\,000}{\tfrac {2}{3}}\cdot 3(96-6)x-3&=0\\x^{4}-{\color {white}00}4\cdot 9x^{3}+{\color {white}000\,}{\tfrac {2}{3}}(960+3)x^{2}-{\color {white}000\,00}{\tfrac {2}{3}}\cdot 9(960-6)x-3&=0\\x^{4}-{\color {white}0}4\cdot 21x^{3}+{\color {white}00}{\tfrac {2}{3}}(5\,280+3)x^{2}-{\color {white}000}{\tfrac {2}{3}}\cdot 21(5\,280-6)x-3&=0\\x^{4}-4\cdot 231x^{3}+{\tfrac {2}{3}}(640\,320+3)x^{2}-{\tfrac {2}{3}}\cdot 231(640\,320-6)x-3&=0\\\end{aligned}}}Notons à nouveau l'apparition des entiers {\displaystyle n=3,9,21,231}.
De même, par des nombres algébriques de degré 6,{\displaystyle {\begin{aligned}\mathrm {e} ^{\pi {\sqrt {19}}}&\approx \left(5x\right)^{3}-6{,}000\,010\dots \\\mathrm {e} ^{\pi {\sqrt {43}}}&\approx \left(5x\right)^{3}-6{,}000\,000\,010\dots \\\mathrm {e} ^{\pi {\sqrt {67}}}&\approx \left(5x\right)^{3}-6{,}000\,000\,000\,061\dots \\\mathrm {e} ^{\pi {\sqrt {163}}}&\approx \left(5x\right)^{3}-6{,}000\,000\,000\,000\,000\,034\dots \end{aligned}}}où les x sont respectivement donnés par{\displaystyle {\begin{aligned}5x^{6}-{\color {white}000\,0}96x^{5}-10x^{3}+1&=0\\5x^{6}-{\color {white}000\,}960x^{5}-10x^{3}+1&=0\\5x^{6}-{\color {white}00}5\,280x^{5}-10x^{3}+1&=0\\5x^{6}-640\,320x^{5}-10x^{3}+1&=0\end{aligned}}}avec une nouvelle apparition des j-invariants.
Ces approximations algébriques peuvent être exprimées explicitement en fonction de la fonction êta de Dedekind. Par exemple, si {\displaystyle \tau ={\frac {1+{\sqrt {-163}}}{2}}}, alors,{\displaystyle {\begin{aligned}\mathrm {e} ^{\pi {\sqrt {163}}}&=\left({\frac {\mathrm {e} ^{\frac {\pi i}{24}}\eta (\tau )}{\eta (2\tau )}}\right)^{24}-24{,}000\,000\,000\,000\,001\,05\dots \\\mathrm {e} ^{\pi {\sqrt {163}}}&=\left({\frac {\mathrm {e} ^{\frac {\pi i}{12}}\eta (\tau )}{\eta (3\tau )}}\right)^{12}-12{,}000\,000\,000\,000\,000\,21\dots \\\mathrm {e} ^{\pi {\sqrt {163}}}&=\left({\frac {\mathrm {e} ^{\frac {\pi i}{6}}\eta (\tau )}{\eta (5\tau )}}\right)^{6}-6{,}000\,000\,000\,000\,000\,034\dots \end{aligned}}}où les expressions mises à la puissance sont exactement celles écrites plus haut.

## Nombre de classes égal à 2
Les trois nombres 88, 148, 232, pour lesquels le corps quadratique {\displaystyle \mathbb {Q} \left[{\sqrt {-d}}\right]} a un nombre de classes égal à 2, ne sont pas des nombres de Heegner mais partagent certaines propriétés dont les approximations par des entiers. Par exemple{\displaystyle {\begin{aligned}\mathrm {e} ^{\pi {\sqrt {88}}}+8\,744&\approx {\color {white}00\,00}2\,508\,952^{2}-0{,}077\dots \\\mathrm {e} ^{\pi {\sqrt {148}}}+8\,744&\approx {\color {white}00\,}199\,148\,648^{2}-0{,}000\,97\dots \\\mathrm {e} ^{\pi {\sqrt {232}}}+8\,744&\approx 24\,591\,257\,752^{2}-0{,}000\,0078\dots \\\end{aligned}}}et{\displaystyle {\begin{aligned}\mathrm {e} ^{\pi {\sqrt {22}}}-24&\approx {\color {white}00}\left(6+4{\sqrt {2}}\right)^{6}+0{,}000\,11\dots \\\mathrm {e} ^{\pi {\sqrt {37}}}+24&\approx \left(12+2{\sqrt {37}}\right)^{6}-0{,}000\,0014\dots \\\mathrm {e} ^{\pi {\sqrt {58}}}-24&\approx \left(27+5{\sqrt {29}}\right)^{6}-0{,}000\,000\,0011\dots .\\\end{aligned}}}

## Premiers consécutifs
Soit p un nombre premier impair. Il semblerait que la suite (à valeurs dans {\displaystyle [2,p-1]}) des {\displaystyle k^{2}{\bmod {p}}} pour {\displaystyle k=2,3,\dots ,{\frac {p-1}{2}}} (par symétrie, il suffit de considérer ceux-là car {\displaystyle \left(p-k\right)^{2}\equiv k^{2}{\bmod {p}}}) donne une succession de nombres composés suivie d'une succession de nombres premiers, si et seulement si p est un nombre de Heegner.